# Zosterops atricapilla
El anteojitos capirotado (Zosterops atricapilla) es una especie de ave passeriforme de la familia Zosteropidae propia del sudeste de Asia.

## Descripción
Mide entre 9 a 11 cm de largo u tiene un aspecto similar al anteojitos oriental. La frente y píleo son negruzcos, y sus partes superiores e inferiores son más oscuras que las del anteojitos oriental. Su dorso es verde oliva y el iris es marrón. Su pico y patas son negros. Su llamada se caracteriza por breves y suaves gorjeos.

## Distribución y hábitat
Se lo encuentra en Sumatra, península de Malasia, y Borneo (especialmente en el Monte Kinabalu, el parque nacional Gunung Mulu, y el Monte Batu Patap).
Habita en los bosques montanos y colinas alpinas en altitudes entre 700 a 3000 m de altura.